# Клухорская мышовка
Клухорская мышовка (лат. Sicista kluchorica) — вид из рода мышовки семейства мышовковые.

## Научная классификация
Вид был впервые описан в 1980 году. Выделен из состава кавказской мышовки (англ. Sicista caucasica) преимущественно на основании специфики кариотипа (хотя были обнаружены и морфологические отличия). Входит в эндемичную группу одноцветных мышовок Кавказа.

## Распространение
Впервые вид был описан из верховьев реки Теберды у Клухорского перевала.
Клухорская мышовка обитает на северных склонах Большого Кавказа, встречаясь в высокогорьях и среднегорьях его западной части от правого берега реки Кизгич в Карачаево-Черкесии до верховий реки Баксан в Приэльбрусье. Наиболее восточные точки находок этого вида расположены в Приэльбрусье — в долине Азау в Баксанском ущелье и в урочище Адыл-Су.
Кроме того, существует вероятность существования изолированных поселений вида на южных склонах Большого Кавказа — в горных районах Сванетии в Грузии.
Естественная среда обитания — высокотравные мезофильные формации среднегорий и высокогорий Кавказа (поляны лесного высокотравья, луговая растительность по опушкам леса, растительность субальпийских и альпийских лугов, высокотравье по берегам рек и ручьёв). Встречается на высоте от 1550 до 2800 м.

## Внешний вид
Животное средних размеров. Средняя длина тела — 66 мм (не более 70,2 мм), максимальная длина хвоста — 111,8 мм (не менее, чем в полтора раза превышает длину тела). Средний вес взрослой особи — 8,6 г. Общий тон окраски — светлый, желтовато-палево-серый. Спина покрыта однотонным волосяным покровом, без чёрной полосы по хребту. Брюхо окрашено в серовато-белёсый цвет. Щёки и бока — жёлто-палевого цвета. Хвост двухцветный. Задняя лапа длинная (до 21,6 мм). На ступне задней конечности имеется задний внутренний бугорок, который, как и у кавказской мышовки, округлён спереди, сильно вытянут кзади и приострён. При этом внутренний край этого бугорка сильно вогнут.
В хромосомном наборе 24 хромосомы. Число плеч аутосом — 42.

## Образ жизни
Ведёт наземный образ жизни. Активность приходится преимущественно на ночь, хотя иногда проявляет активность и днём. О норах и убежищах ничего не известно. Вероятно, устраивают жилища под камнями и в норах других грызунов. Зимой впадает в спячку, однако точные сведения о продолжительности спячки отсутствуют.
Основу рациона, как показали наблюдения в неволе, составляют различные беспозвоночные (жуки, саранчовые, личинки мучного хруща), а также растительная пища.

## Размножение
В целом биология вида изучена мало. Период размножения, вероятно, зависит от климатических условий, а также высоты над уровнем моря. Гон проходит в июне-начале июля. Потомство появляется на свет в июле. Вероятно, как и у других мышовок, бывает всего один выводок за лето. В помёте от 4 до 7 детёнышей (в среднем — 5).